# 比馬河骨鯿
比馬河骨鯿（学名：Osteobrama bhimensis）为輻鰭魚綱鯉形目鲤科骨鯿屬的其中一種，分布於亞洲印度馬哈拉斯查邦Bhima河流域，棲息在中底層水域。